# Hanne Nielsen
Johanne (Hanne) Ane Margrethe Nielsen (de soltera Jacobsdatter, 11 de septiembre de 1829 - 15 de junio de 1903) fue una granjera danesa que posiblemente inventó el queso Havarti. En el siglo XIX, Nielsen viajó por Europa para aprender a fabricar queso. Su granja se llamaba Havarthigaard y estaba cerca de Copenhague. Al regresar de sus viajes, desarrolló la técnica para crear un nuevo tipo de queso. También fue profesora, escritora y contable por los beneficios obtenidos con su mantequilla y su queso. Su mantequilla y su queso se servían a las familias reales, incluido un queso hecho con comino que se sirvió al rey Christian IX de Dinamarca. Se le denegó el ingreso en la Real Sociedad Agrícola Danesa, a pesar de que había solicitado la ayuda del científico especializado en productos lácteos Thomas Segelcke. A pesar de su escepticismo hacia las mujeres contables, Segelcke incluyó su método de contabilidad en un libro que publicó.

## Biografía
Nielsen nació en una granja de Søllerød, cerca de Copenhague, el 11 de septiembre de 1829, cerca de la granja donde vivía en 1902. Se casó con Hans Nielsen cuando tenía 19 años y vivieron en una casa llamada Havarthigaard. Nielsen y su marido vendían la leche de sus vacas, pero ella no estaba contenta con el beneficio de la leche, así que la vendía como mantequilla y queso. Aunque los intentos de Nielsen de vender mantequilla y leche tuvieron éxito desde el principio, ella no estaba contenta con los productos finales y decidió formarse en métodos mejores. Las esposas de otros granjeros eran capaces de producir mantequilla y queso similares, pero Nielsen quería que los suyos fueran mejores que los de ellos. Estudió temas relacionados con los productos lácteos y viajó a Noruega, Suecia, Suiza y Francia, entre otros países, para aprender a obtener mejores resultados. Nielsen aprendió a hacer queso cheddar con Joseph Harding en Inglaterra, brie y roquefort en Francia, y queso Gouda junto con queso Edam en los Países Bajos.

## Trayectoria
Entre 1866 y 1903, Nielsen abrió en su granja una escuela lechera en la que impartió clases a unos 1.000 alumnos, muchos de ellos suecos. En septiembre de 1902, se decía que todos los instructores de productos lácteos de Dinamarca habían recibido de ella al menos parte de su formación.

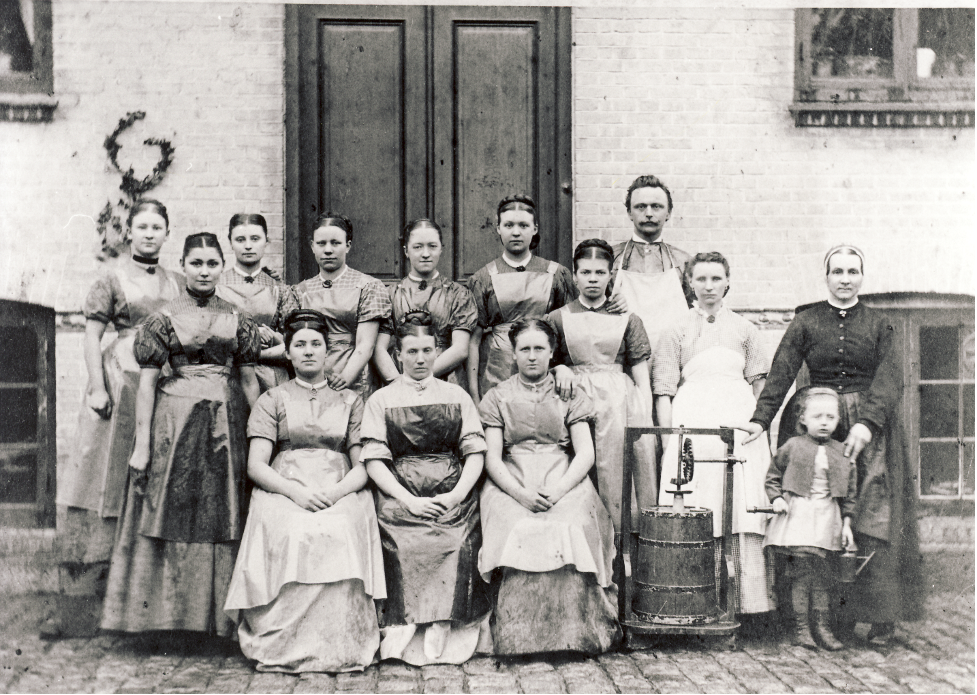
Estudiantes de Havarti en la granja Havarthigaard en 1875 (Hanne Nielsen está a la derecha, detrás de su nieta)

Escribió artículos de prensa, dio conferencias y publicó en 1886 un manual sueco sobre la fabricación de mantequilla. Nielsen ganó varios premios de la Real Sociedad Agrícola Danesa, pero ésta no le permitió hacerse socia porque no consideraba aceptable que una mujer asistiera a sus reuniones. Pidió al científico especializado en productos lácteos Thomas Riise Segelcke que la dejara hacerse socia de la Sociedad Agrícola, pero éste no la ayudó a pesar de que era amigo suyo y visitaba su granja con frecuencia. Segelcke escribió una carta a Nielsen que decía: "Señora Hanne Nielsen, el profesor Jorgensen sigue oponiéndose a la participación de las mujeres en la Sociedad Agrícola, por lo que no tiene sentido que usted siga con este asunto. Por favor, tenga la amabilidad de no entrometerse. Atentamente, Th. Segelcke". A pesar de que su nombre aparece en una lista de miembros de la Sociedad Agrícola entre 1870 y 1871, no hay documentación que demuestre la participación de Nielsen en ninguna reunión.
Nielsen se encargaba de llevar la contabilidad de la granja, algo habitual en Dinamarca. Segelcke se mostraba escéptico ante la contabilidad llevada por mujeres, pero basó un libro en el sistema contable de Nielsen que incluía una sección sobre el queso.
Nielsen transformaba la leche de cabra en queso junto con la leche de 14 vacas. El libro de 1881 The Channel Islands: Their People and Their Cattle decía que «los productos se han hecho famosos y se encuentran en la mesa del rey». Su mantequilla y su leche se servían a las familias reales de Dinamarca. Creó un queso Tilsit con comino para el rey Christian IX de Dinamarca. Era conocida por la gente de los países escandinavos y por las personas que tenían interés en el trabajo lácteo dentro de Europa. Debido a su éxito, Nielsen cobraba más que la mayoría de los demás trabajadores agrícolas.

### Legado

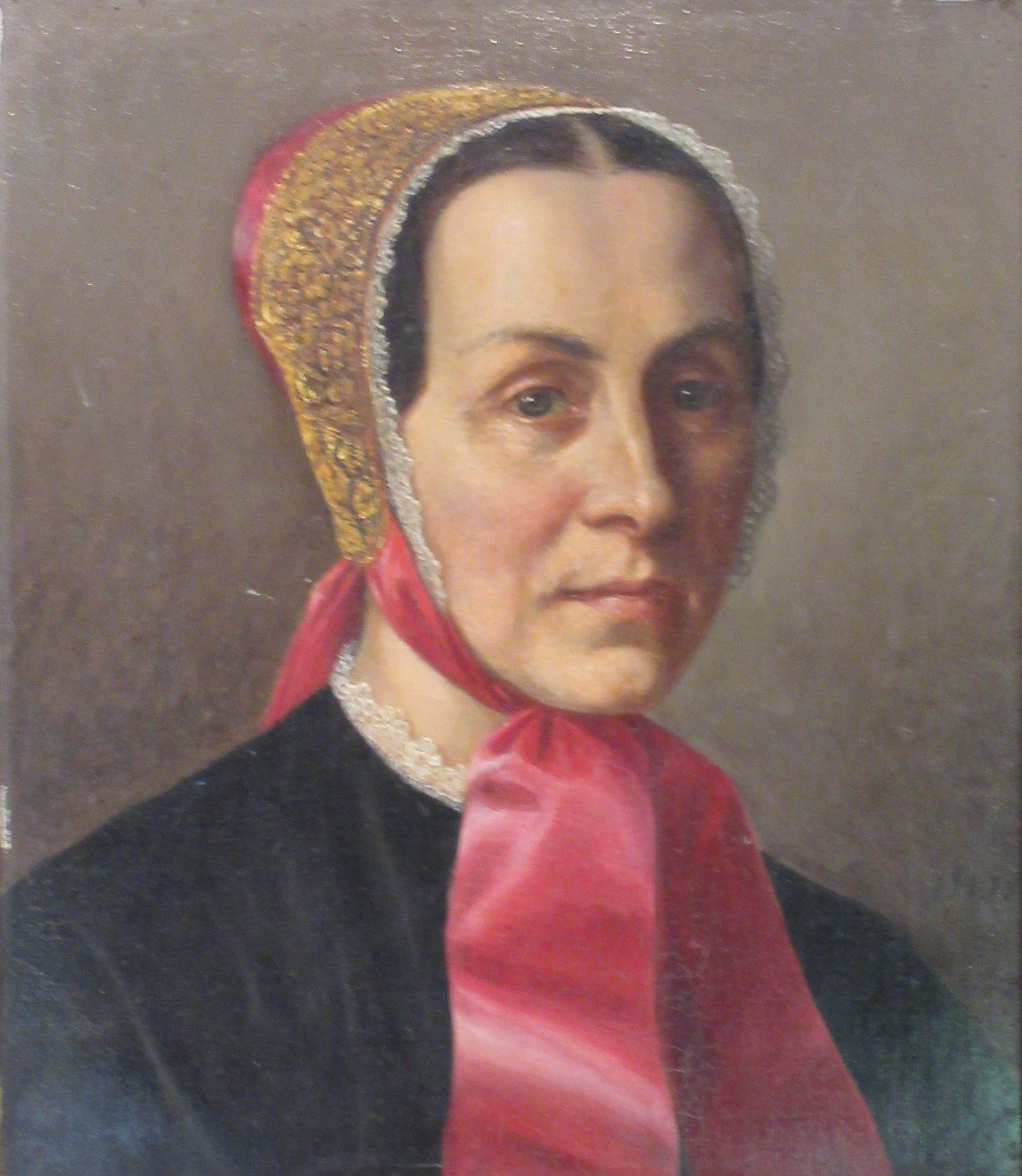
Retrato de Hanne Nielsen por artista desconocido de la colección del Museo Rudersdal, Mothsgården.

Los museos de Rudersdal en Dinamarca tienen una exposición permanente sobre Nielsen y su desarrollo en la elaboración de queso. Las exhibiciones incluyen su mantequera manual que utilizó hasta que las centrífugas impulsadas por vapor estuvieron disponibles. 

### Queso Havarti
Anteriormente, el Havarti se llamaba «Tilsiter danés» por el tipo de queso alemán tilsiter. La producción danesa comenzó en 1921. En 1952, el queso pasó a llamarse Havarti, en honor a Havartigården, cerca de Holte, donde la pionera danesa del queso Hanne Nielsen trabajó en el siglo XIX. Entre otros quesos, Nielsen creó un queso Tilsit con comino para el rey Christian IX de Dinamarca.
Algunas fuentes, como The Oxford Companion to Cheese, afirman que Nielsen inventó el queso Havarti, mientras que el Dansk Biografisk Leksikon afirma que el Havarti actual no se basa en su fabricación.
El queso havarti tiene un sabor suave y algo ácido. Actualmente se fabrica en el Reino Unido, Canadá y Estados Unidos. Dinamarca exporta queso Havarti a varios países. Es semiduro y tiene pequeños agujeros.